# 加拉巴哥鯔
加拉巴哥鯔為輻鰭魚綱鯔形目鯔科的其中一種，分布於東南太平洋區的加拉巴哥群島海域，體長可達40公分，棲息在沿岸沙底質海域，以藻類、有機碎屑。

## 擴展閱讀
維基物種上的相關：加拉巴哥鯔